# شهرستان بوی‌سون
ناحیهٔ بوی‌سون (به ازبکی: Boysun District) یک ناحیه در ازبکستان است که در ولایت سرخان‌دریا واقع شده‌است. ناحیه بوی‌سون ۳٬۷۲۰ کیلومتر مربع مساحت و ۷۵٬۳۰۰ نفر جمعیت دارد.